# 負け犬にアンコールはいらない
『負け犬にアンコールはいらない』は、ヨルシカの2nd ミニアルバム。2018年5月9日にU&R recordsより発売された。

## 概要
前作『夏草が邪魔をする』より1年ぶりのアルバム。1年間の期間があいたのはn-bunaに曲が作れないスランプの時期があったからだと話している。今作では前作と異なりボーカルのsuisやレコーディングエンジニアの提案を入れるなど、前作よりも様々な人の意見を取り入れた。
「爆弾魔」は2020年発売のアルバム『盗作』でセルフカバーされている。
今作発売後にライブは行われていないため、『盗作』にて再録された「爆弾魔」を除くすべての楽曲がライブ未披露であり、2021年1月に開催されたオンラインライブ「前世」にて「ただ君に晴れ」「ヒッチコック」「冬眠」をスペシャルバージョンで披露したのみであった。
2023年1月～2月に行われた『ヨルシカ LIVE 2023 「前世」』で「負け犬にアンコールはいらない」「ヒッチコック」「ただ君に晴れ」「冬眠」が有観客ライブ初披露された。
|            | 価格          | 規格品番  | 備考                             |
| ---------- | ------------- | --------- | -------------------------------- |
| 初回限定版 | 税抜き2,200円 | DUED-1242 | ブックレット「生まれ変わり」封入 |
| 通常版     | 税抜き1,700円 | DUED-1243 |                                  |

2021年1月にリリースされるEP『創作』の発売を記念して、2020年12月22日～2月28日までに、HMVで過去のアルバムを購入すると各アルバムの『ジャケット絵柄ステッカー（5cm×5cm）』が特典として付属した。

## チャート成績
オリコン2018年5月21日付の週間ランキングで最高5位を記録
。

## 収録曲
| 全作詞・作曲・編曲: n-buna。 |                                  |        |            |      |
| #                            | タイトル                         | 作詞   | 作曲・編曲 | 時間 |
| 1.                           | 「前世」                         | n-buna | n-buna     | 1:19 |
| 2.                           | 「負け犬にアンコールはいらない」 | n-buna | n-buna     | 3:54 |
| 3.                           | 「爆弾魔」                       | n-buna | n-buna     | 3:37 |
| 4.                           | 「ヒッチコック」                 | n-buna | n-buna     | 3:42 |
| 5.                           | 「落下」                         | n-buna | n-buna     | 1:14 |
| 6.                           | 「準透明少年」                   | n-buna | n-buna     | 4:41 |
| 7.                           | 「ただ君に晴れ」                 | n-buna | n-buna     | 3:18 |
| 8.                           | 「冬眠」                         | n-buna | n-buna     | 5:01 |
| 9.                           | 「夏、バス停、君を待つ」         | n-buna | n-buna     | 1:56 |
| 合計時間:                    | 合計時間:                        | 28:42  |            |      |

- 1、5、9曲目がインストゥルメンタル楽曲。
- 収録曲「ただ君に晴れ」のミュージック・ビデオは、雨晴海岸にて撮影された。
- 2020年8月29日に収録曲の「ただ君に晴れ」のミュージックビデオの再生回数が1億回を突破した[4]。
- 2020年10月、収録曲の「ただ君に晴れ」のストリーミングサービスでの累計再生回数が1億回を突破した（Billboard JAPAN調べ）。ヨルシカにとって初のストリーミング1億回再生超え楽曲となった[5]。